# NGC 679
NGC 679 é uma galáxia elíptica (E-S0) localizada na direcção da constelação de Andromeda. Possui uma declinação de +35° 47' 10" e uma ascensão recta de 1 horas, 49 minutos e 43,7 segundos.
A galáxia NGC 679 foi descoberta em 13 de Setembro de 1784 por William Herschel.